# إضراب فبراير

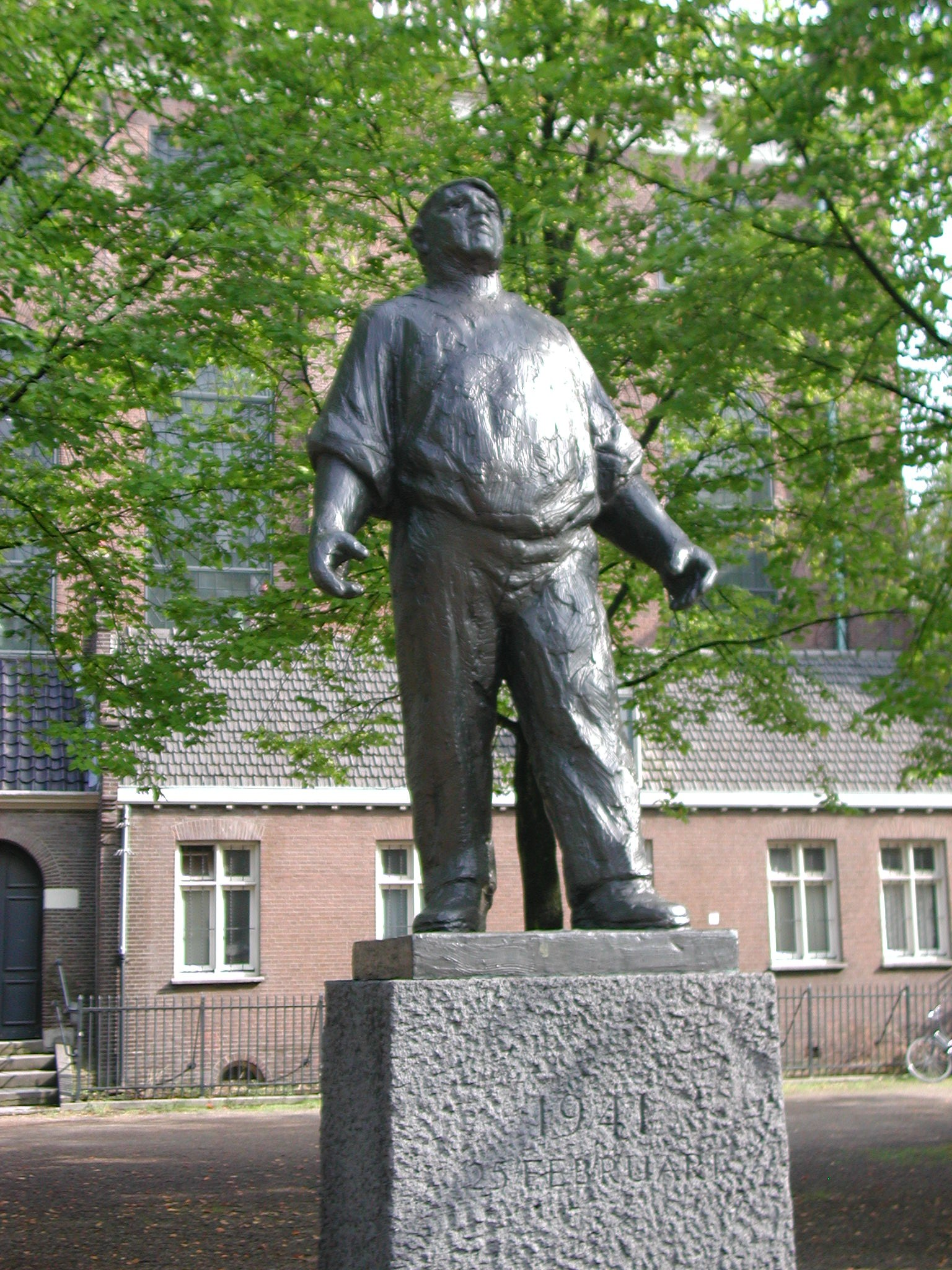
تمثال De Dokwerker (عامل الميناء) في أمستردام يخلد ذكرى إضراب فبراير

إضراب فبراير كان إضراب عام في هولندا أثناء الحرب العالمية الثانية، نظمه الحزب الشيوعي هولندا المحظور وقتها، وذلك في الدفاع عن اليهود الهولنديين المضطهدين، وضد التدابير والأنشطة النازية المعادية لليهود بشكل عام. وكان السبب المباشر لهذا الإضراب هو سلسلة الاعتقالات والبوغرومات التي عقدت من قبل الألمان في الحي اليهودي بأمستردام. بدأ الإضراب يوم 25 فبراير، وانخفض إلى حد كبير في اليوم التالي.

## إحياء الذكرى
يتم إحياء ذكرى هذا الإضراب سنوياً يوم 25 فبراير بحضور الملك.